# Paróquia Nossa Senhora de Fátima (João Monlevade)
A Paróquia Nossa Senhora de Fátima é uma circunscrição eclesiástica católica brasileira sediada no município de João Monlevade, no interior do estado de Minas Gerais. Faz parte da Diocese de Itabira-Fabriciano, estando situada na Região Pastoral II. Foi criada no dia 30 de maio de 1966 por Dom Marcos Antônio Noronha e o primeiro pároco foi o Padre Carlos Pimenta de Figueiredo.

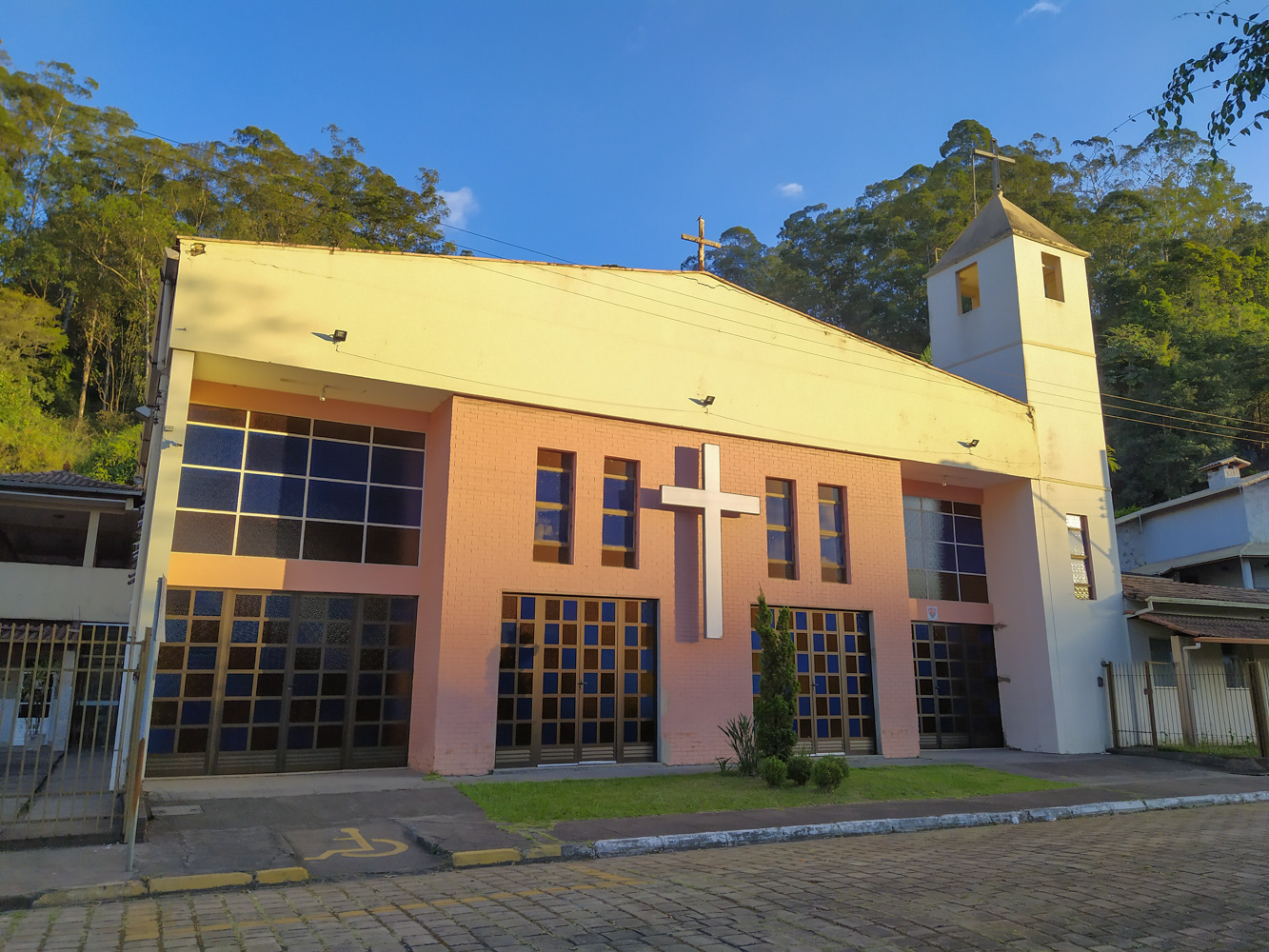
Fachada da Igreja com detalhe para a cruz